# Maria Dulębianka
Maria Dulębianka, née le 21 octobre 1861 à Cracovie (grand-duché de Cracovie), alors dans l'empire d'Autriche, et morte le 7 mars 1919  à Lviv (Ukraine), alors en république de Pologne, est une artiste et activiste polonaise, connue pour avoir promu le droit de vote des femmes et leur accès à l'enseignement supérieur.
Elle étudie l'art à Varsovie, Vienne et Paris ; deux de ses œuvres sont distinguées lors de l'exposition de Paris en 1900. Nombre de ses peintures sont des portraits de sa compagne de toujours, la poétesse Maria Konopnicka. En 1908, Dulębianka se présente pour le parti agraire aux élections du parlement galicien, mais les règles parlementaires lui interdisent de se présenter en tant que femme. Lorsque les femmes polonaises obtiennent le droit de vote en 1918, Dulębianka est déléguée au gouvernement provisoire. Elle meurt du typhus, contracté en aidant des prisonniers lors de la guerre polono-ukrainienne de 1919.

## Biographie

### Jeunesse et formation
Maria Dulębianka naît le 21 octobre 1861 à Cracovie, dans le grand-duché de Cracovie, dans l'Empire autrichien, de Maria de Wyczółkowscy et de Henryk Dulęba. Sa famille appartient à la noblesse terrienne ; la famille de sa mère porte le blason de Ślepowron (en) et celle de son père, le blason d'Alabanda (blason de Pologne) (en). Elle fréquente l'école de finissage Maliszewska à Cracovie et prend des cours d'art privés avec Jan Matejko jusqu'en 1872. N'ayant pu être admise à l'Académie des beaux-arts de Cracovie en raison de sa condition féminine, Dulębianka poursuit ses études à l'École des arts et métiers de Vienne, où elle étudie avec Leopold Horowitz,.
Au bout de deux ans, elle s'installe d'abord à Varsovie, où elle suit l'enseignement de Wojciech Gerson,, puis, en 1884, à Paris, à l'Académie Julian,. À Paris, elle étudie avec William-Adolphe Bouguereau, Carolus-Duran, Jean-Jacques Henner et Tony Robert-Fleury jusqu'en 1886,. La majorité des tableaux de Dulębianka sont des portraits ou des scènes de femmes et d'enfants. Après avoir exposé pour la première fois à Cracovie, elle participe à des expositions à Varsovie puis à Paris,.

### Carrière

#### Peinture et relation avec Maria Konopnicka
En 1887, Dulębianka retourne à Varsovie avec l'intention d'ouvrir une école d'art pour les femmes. Partisane du droit de vote des femmes, elle plaide pour que les femmes soient admises à l'Académie des beaux-arts de Cracovie dès 1885.
En 1889, Dulębianka rencontre Maria Konopnicka, mère de huit enfants et écrivaine, qui vit de manière indépendante et est séparée de son mari, Jarosław Konopnicki. Dulębianka a alors près de 30 ans, et Konopnicka est de 19 ans son aînée. Elles deviennent inséparables et, dès leur rencontre, Konopnicka devient le sujet principal des peintures de Dulębianka. La nature de leur relation n'est pas établie de manière concluante par les universitaires,,,. Tomasik écrit : « L'homosexualité de l'écrivaine [Konopnicka] et la question de son engagement féministe attendent toujours d'être étudiées et développées ». En partie parce qu'après leur mort, les lettres sont brûlées par des membres de la famille, mais aussi parce que Konopnicka était consciente que les censeurs officiels pourraient lire sa correspondance et qu'elle parlait rarement de questions familiales ou même dans ses œuvres publiées,. Krzysztof Tomasik, qui écrit sur Dulębianka dans Homobiografie (2008), confirme qu'elle a eu d'autres relations avec des femmes et que le couple avait des amies qui étaient des lesbiennes connues, bien que le terme n'ait pas été utilisé à l'époque.

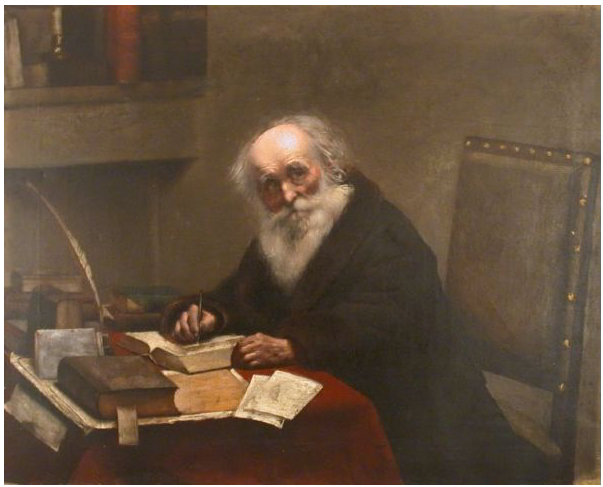
Scientifique avec un livre - de Maria Dulębianka

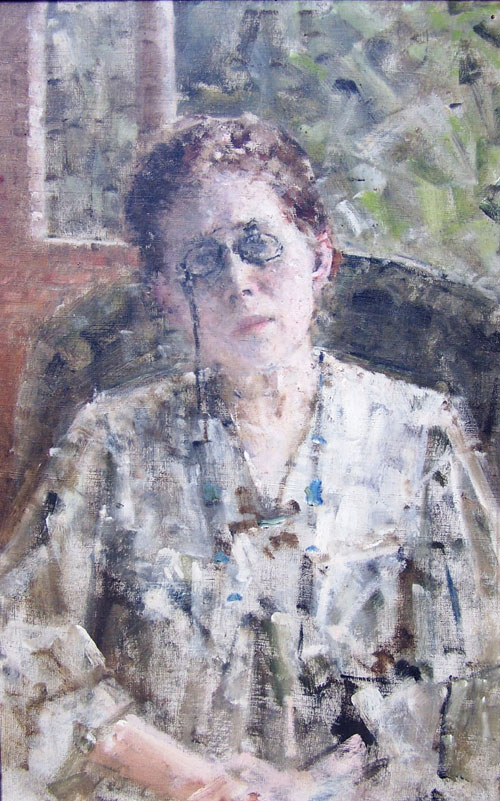
Portrait de Maria Konopnicka par Maria Dulębianka - 1910

Les spécialistes de l'histoire des femmes et des LGBT en Pologne s'accordent à dire que les recherches sur les relations entre femmes au tournant du XIXe siècle sont insuffisantes,,. On sait très peu de choses sur les relations lesbiennes, en partie à cause de la stigmatisation associée à l'homosexualité et en partie parce que les accusations d'attirance pour le même sexe pouvaient être utilisées pour discréditer des rivaux idéologiques ou politiques. Piotr Oczko a écrit que les spécialistes de l'histoire polonaise « ont tendance à être conservateurs, patriarcaux et profondément traditionalistes dans leurs opinions et montrent par conséquent une tendance beaucoup plus marquée à l'homophobie ». Iwona Dadej est d'accord pour dire qu'il y a eu peu d'écrits sur le sujet en Pologne et que les chercheurs évitent les études sur les amitiés féminines, estimant qu'elles ne sont pas assez « dignes » d'être documentées. Les relations que l'on qualifierait aujourd'hui de lesbiennes sont rarement étiquetées comme telles dans l'histoire. Elles sont plutôt décrites comme des amitiés profondes avec des liens émotionnels, ce qui rend difficile de déterminer si le couple uni par un mariage de Boston avait des attaches romantiques ou vivait simplement ensemble pour des avantages économiques mutuels,. Dadej caractérise les relations de couple comme celles dans lesquelles les femmes étaient des compagnes de vie, partageant des expériences professionnelles et personnelles. Elles s'organisent en structure familiale, sont généralement célibataires, sans tuteur masculin, et assurent leur propre soutien économique.

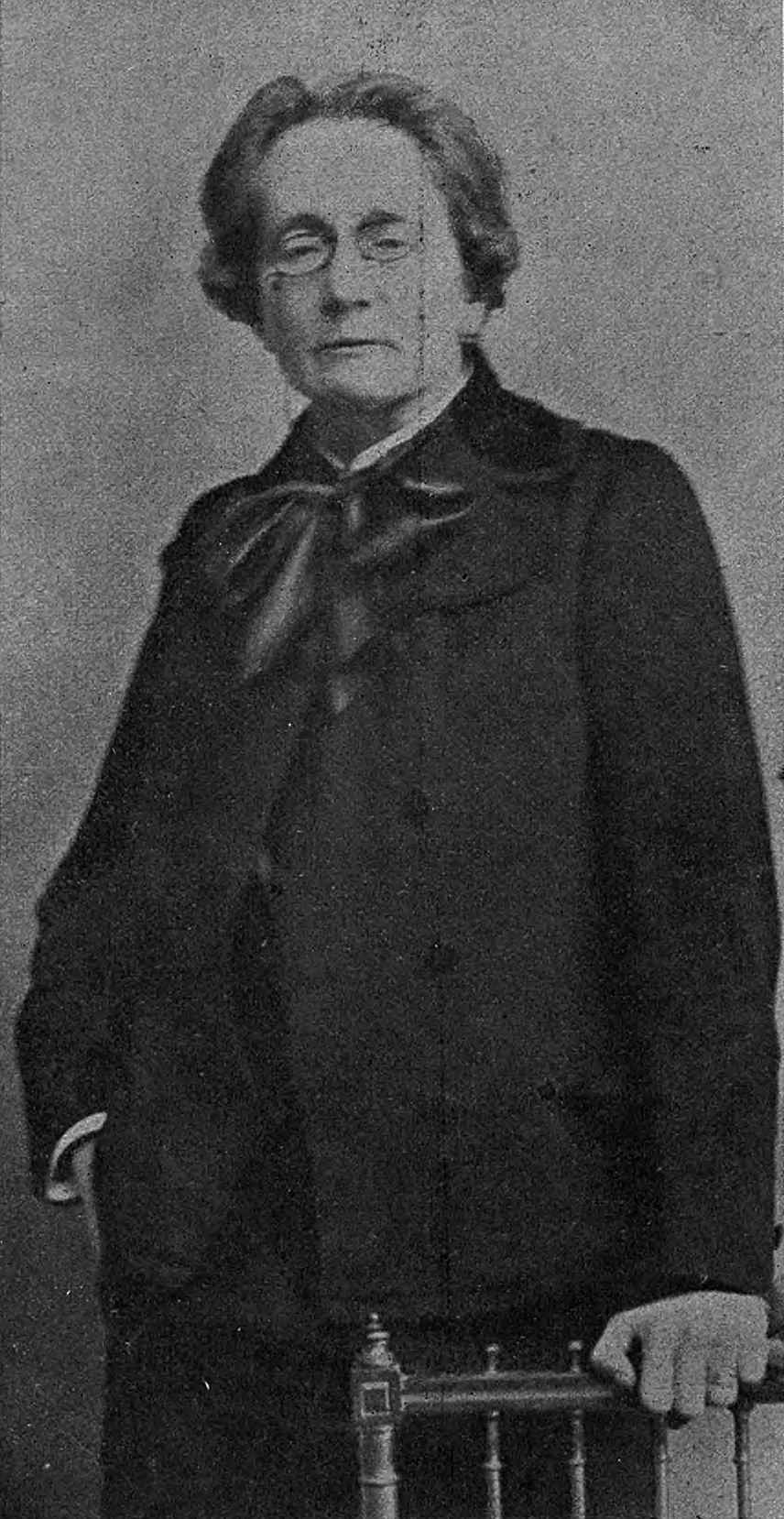
Maria Dulębianka -1908

Konopnicka devient une influence forte sur Dulębianka, qui s'implique de plus en plus dans des projets d'aide sociale et dans l'activisme pour les droits des femmes. En 1890, le couple quitte Varsovie et commence à voyager. Elles visitent l'Allemagne, l'Italie, la France et des stations thermales en Autriche et dans les régions tchèques de l'Autriche-Hongrie, retournant rarement en Pologne,. Elles voyagent à bicyclette et Dulębianka attire l'attention par sa façon de s'habiller. Elle évite les vêtements féminins, préférant porter des pantalons ou une jupe longue et droite, des chemises à manchettes et des cravates, une redingote et des chaussures à talons plats. Elle coupe également ses cheveux courts et porte toujours un monocle ou des lunettes pince-nez,,. Konopnicka appel Dulębianka Piotrek ou Pietrek et écrit à ses enfants pour leur raconter leurs aventures, faisant toujours référence à des choses que « nous » faisons, plutôt que « je »,.
Où qu'elles vivent, Konopnicka veille à ce que Dulębianka dispose d'un atelier pour pouvoir continuer à peindre. Elle présente ses œuvres lors d'expositions et participe à des événements à Dresde, Kiev, Londres, Lviv, Munich, Paris et Prague. À l'Exposition universelle de 1900, deux de ses tableaux - Na pokucie (« La pénitence ») et Sieroca dola (« Le destin de l'orphelin ») - sont distingués et un troisième, Studium dziewczyny (« L'atelier des filles »), est acheté, alors qu'il est encore exposé, par le musée national de Cracovie,.

### Militantisme
En 1897, Dulębianka rejoint le Centre d'émancipation de Lviv et fait pression avec succès sur la ville pour qu'elle établisse un lycée pour femmes, permettant aux filles d'accéder à l'enseignement supérieur. Elle publie des articles sur les questions féminines dans la revue Ster (Le gouvernail), édité par Paulina Kuczalska-Reinschmit (en), qui défend le féminisme en Pologne (en) et travaille comme rédactrice pour Głos Kobiet (La voix des femmes) et le Kurier Lwowski (Courrier de Lviv). En 1901, Dulębianka donne une conférence à Zakopane intitulée Dlaczego ruch kobiecy rozwija się tak powoli ? (« Pourquoi le mouvement des femmes se développe-t-il si lentement ? »). L'année suivante, elle donne une conférence sur l'activité artistique des femmes et publie en 1903 l'article O twórczości kobiet (« À propos de la créativité des femmes ») dans Głos Kobiet.

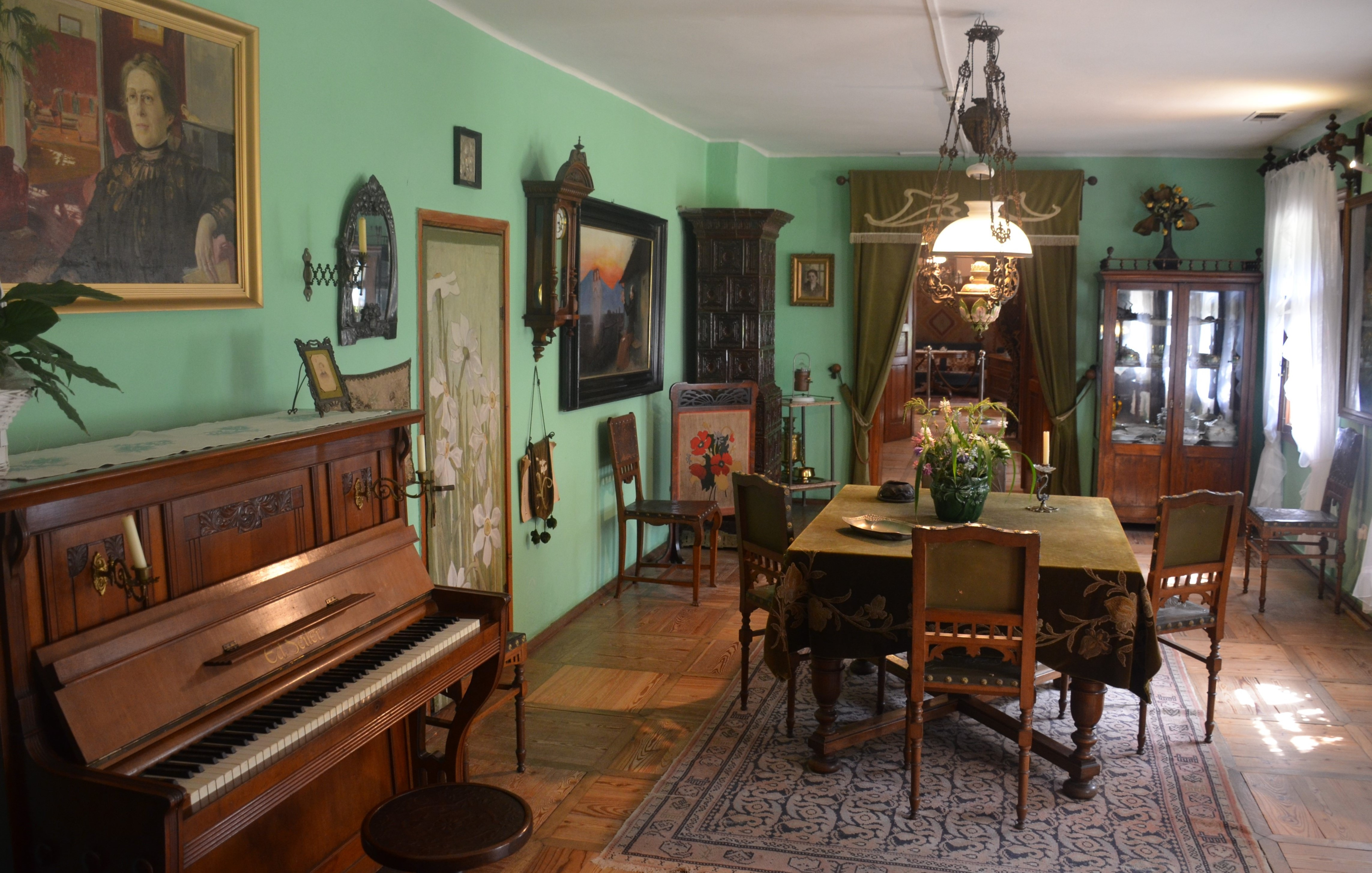
Salle à manger du manoir de Żarnowiec

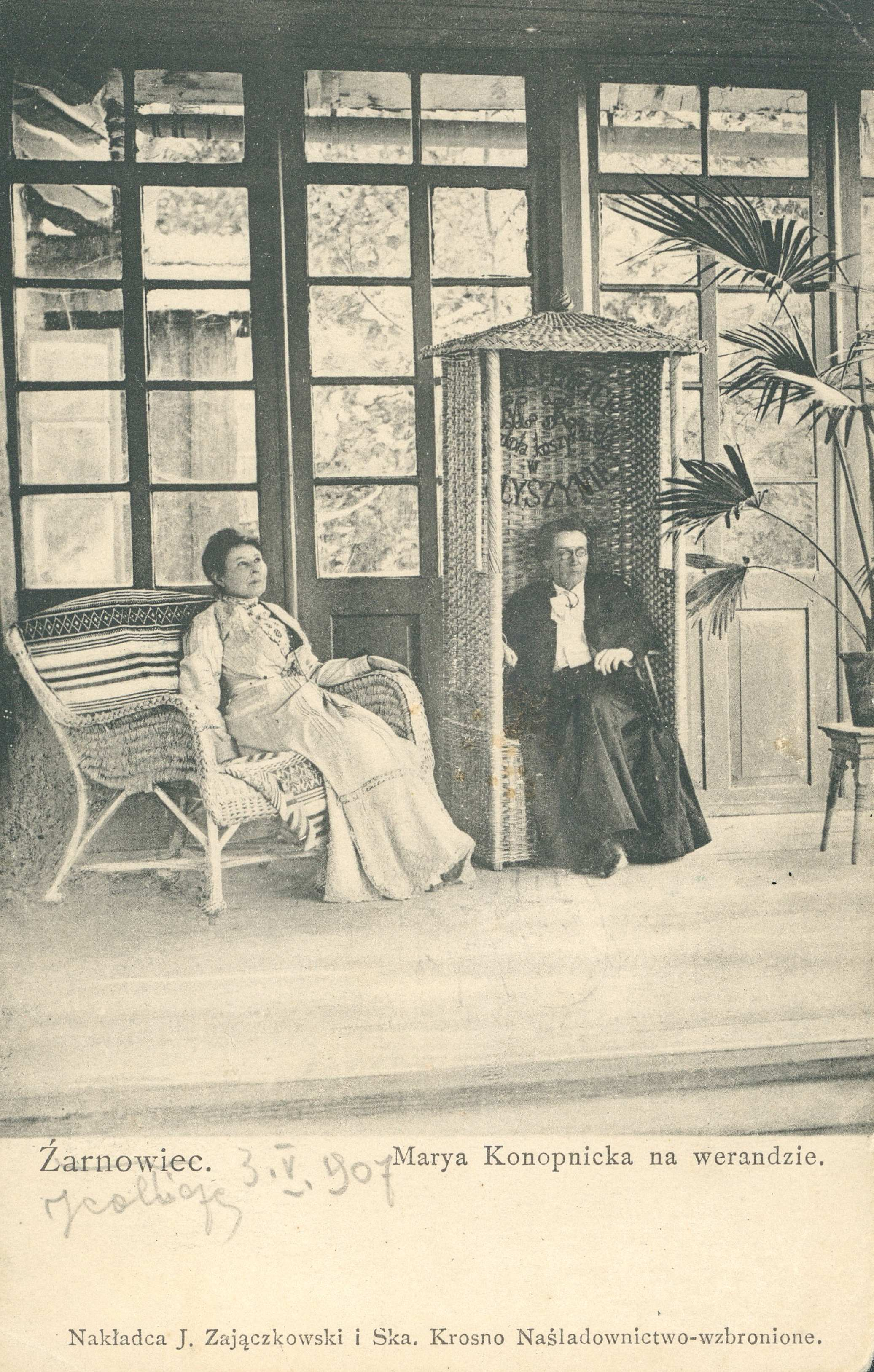
Maria Konopnicka et Maria Dulębianka sur la véranda du manoir de Żarnowiec, 1903

L'année suivante, elle fait campagne en tant que candidate du Parti paysan polonais au Parlement de Galicie et de Lodomérie (en),. Soutenue par le Comité électoral populaire et le Club d'éducation des femmes progressistes, elle lance sa campagne par un discours préélectoral sur l'idéal d'égalité,,. Sa brochure, Polityczne stanowisko kobiety (« La position politique de la femme »), critique les partis politiques qui ignorent les femmes et se plient aux caprices de l'opinion publique, suscitant des soutiens avec des programmes de classe et nationalistes. Bien qu'elle reçoivent 511 voix d'électeurs masculins, son nom est rayé de la liste des votants parce que les femmes n'ont pas le droit de siéger au Parlement et les votes de ses partisans sont annulés,,.
En 1902, les 25 ans de carrière de Konopnicka en tant qu'écrivaine sont célébrés et, en guise de plus grand honneur qui pouvait lui être accordé à l'époque, elle reçoit une maison à Żarnowiec en tant que cadeau national. À partir de 1903, Dulębianka et elle passent leurs printemps et leurs étés au manoir, mais continuent de voyager le reste de l'année,. Dulębianka commence à faire campagne pour que les femmes obtiennent le droit de vote en Galicie en 1907. Elle souligne l'absence de droits politiques pour les femmes à la Philharmonie de Varsovie, expliquant que les femmes n'ont que la procuration, mais pas de véritables droits actifs ou passifs. 
En 1909, Dulębianka prend la parole au nom du Stronnictwo Jutra (Parti de demain), exposant un programme qui exige l'égalité sociale, l'indépendance de la Pologne et la coopération des Polonais et des Ukrainiens,. Lorsque la santé de Konopnicka commence à faiblir en 1910, le couple s'installe définitivement à Lviv, où elles peuvent obtenir un traitement pour Konopnicka au sanatorium Kisielki,. Konopnicka, compagne de Dulębianka pendant deux décennies, meurt le 8 octobre 1910 et Dulębianka organise des funérailles auxquelles assistent des milliers de personnes en deuil,. En 1911, elle fonde le Comité électoral des femmes pour faire pression en faveur de l'inclusion des femmes dans le conseil municipal de Lviv (en) et s'exprime sur l'annexion de Chełm Land (en) par l'Empire russe.
Poursuivant son travail de défense des droits et d'aide aux pauvres, Dulębianka fonde le Związek Uprawnienia Kobiet (Union des droits de la femme), la Liga Mężczyzn dla Obrony Praw Kobiet (Ligue des hommes pour la défense des droits de la femme) et le Komitet Obywatelskiej Pracy Kobiet (Comité de travail civique des femmes). À la tête du Comité du travail civique, elle crée des cuisines pour les pauvres, des crèches et le Klub Uliczników (Club des enfants des rues), qui vient en aide aux enfants des rues et aux orphelins,. Lorsque l'Association de tir est créée à Lviv, Dulębianka refuse de se plier à la coutume d'exclusion des femmes et devient l'un de ses premiers membres. En 1914, elle exhorte les membres du Comité du travail civique à soutenir les légions de Piłsudski lorsque Lviv est occupée par l'armée impériale russe. Elle et le Comité du travail civique fournissent de l'aide aux troupes et aux civils pendant que la ville est sous l'autorité russe,.

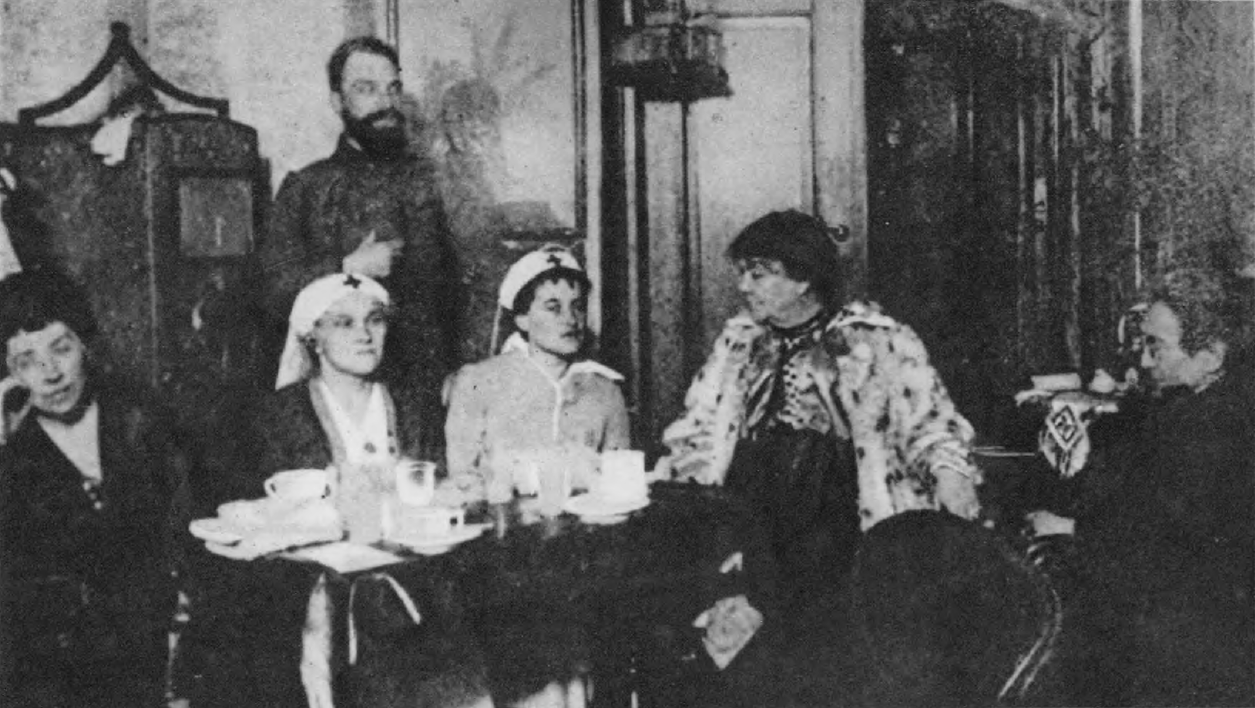
Délégation chargée d'enquêter sur la situation des prisonniers et internés dans les camps ukrainiens (Palais Rej, Mikulińce). Assises de gauche à droite : Maria Bogucka, Maria Opieńska, Teodosia Dzieduszycka, Józefa Rejowa, Maria Dulębianka

En 1918, lorsque la Pologne retrouve son indépendance, les femmes obtiennent enfin le droit de vote. Dulębianka est déléguée au Comité du gouvernement provisoire et élue présidente de la Ligue des femmes. Lorsque la guerre polono-ukrainienne éclate en novembre, elle rejoint la Croix-Rouge polonaise, organise le service sanitaire polonais et participe à la défense de Lviv. Elle travaille d'abord comme infirmière, mais abandonne ce poste pour devenir messagère, et organise des opérations de secours pour les soldats polonais internés dans les camps de prisonniers de guerre ukrainiens,. Voyageant à bord de trains à la circulation irrégulière, ainsi qu'à pied et à cheval, Dulębianka et deux travailleuses hospitalières, Teodozja Dzieduszycka (pl) et Maria Opieńska, se frayent un chemin dans la neige jusqu'au camp de Mykoulyntsi. Dans le camp, elle contracte le typhus et le groupe retourne à Lviv,.

### Mort

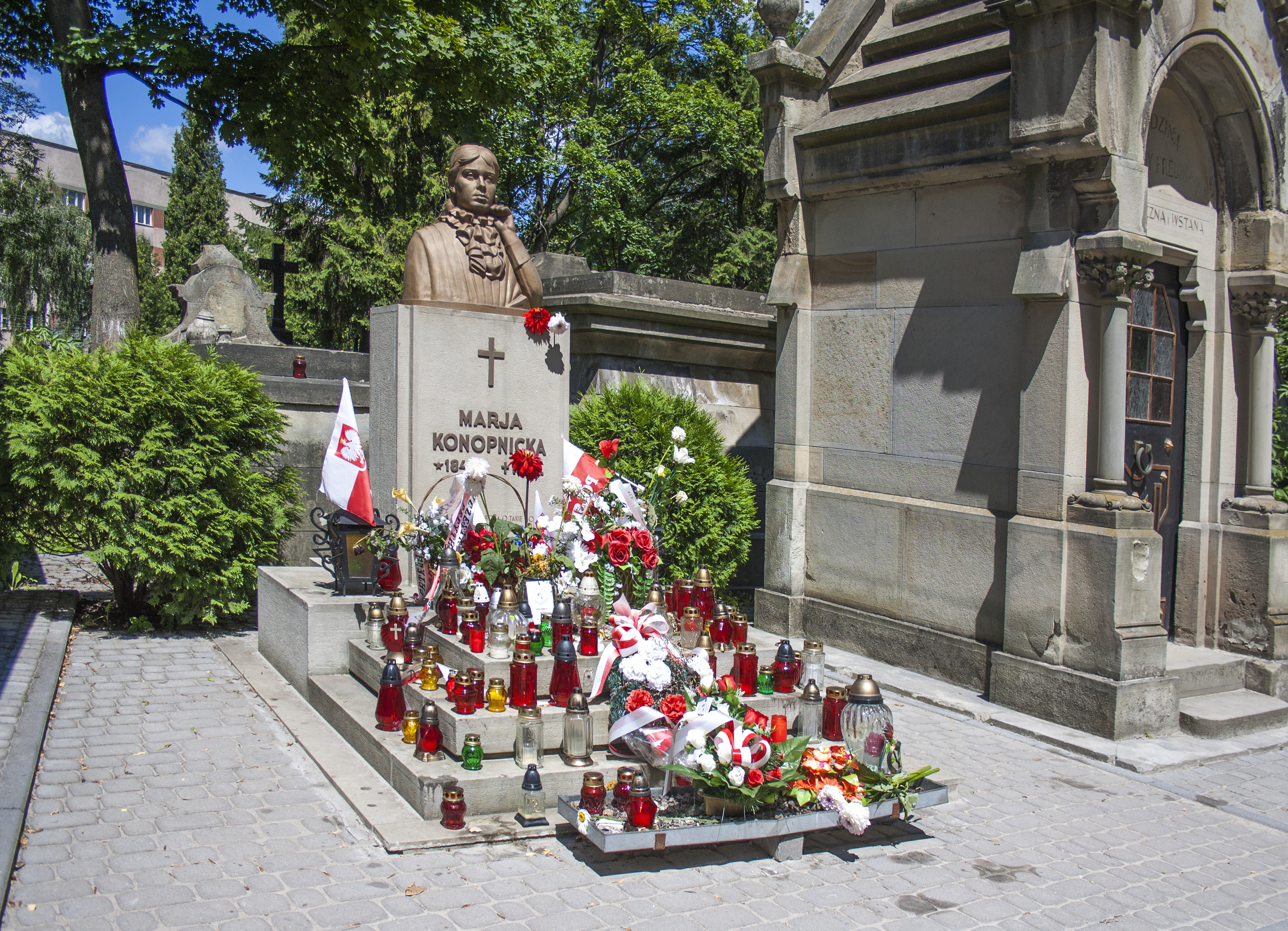
Tombe de Maria Konopnicka - Cimetière de Lytchakiv à Lviv

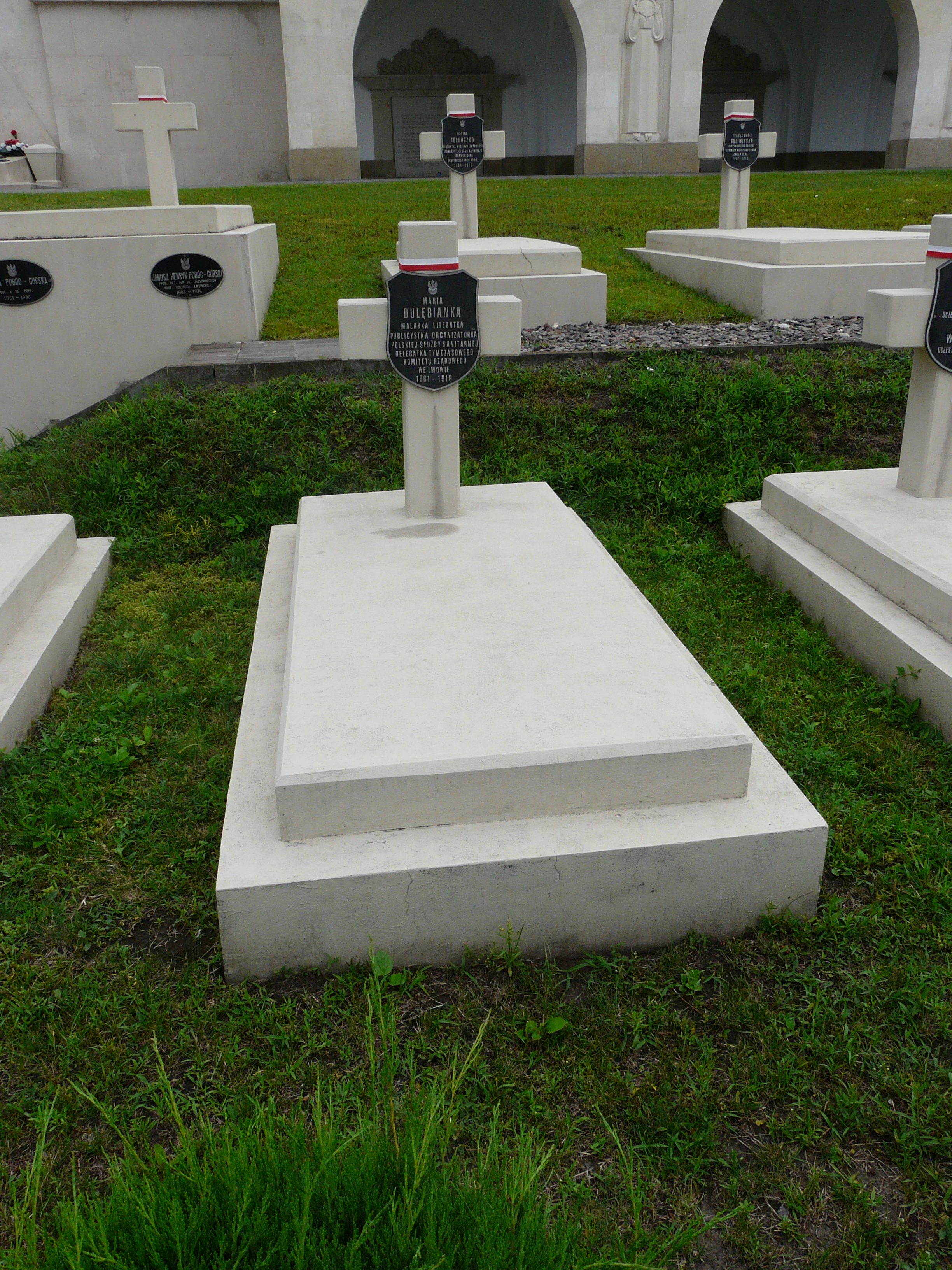
Tombe de Maria Dulębianka - Cimetière de Lychakiv

Dulębianka est morte le 7 mars 1919 à Lviv et est enterrée dans la tombe de Konopnicka au cimetière de Lytchakiv,. Les funérailles sont largement suivies comme un événement patriotique, attirant des militants du mouvement des femmes et des mères célibataires, ainsi que des résidents de refuges et les tuteurs des résidents,.
Les restes de Dulębianka sont plus tard déplacés dans une tombe séparée.

## Distinctions et hommages

### Décorations
- Croix de l'indépendance
- Insigne du premier degré de l'Insigne d'honneur de la Croix-Rouge polonaise (en)

### Hommages
Dulębianka, comme de nombreuses militantes, a disparu des livres d'histoire jusqu'à la résurgence du féminisme dans les années 1990. Elle est reconnue pour son travail de pionnière en matière de droits des femmes, pour avoir contribué à l'admission de femmes à l'Académie des beaux-arts et pour avoir créé le premier lycée de filles à Lviv,. Sa campagne historique de 1908 est considérée comme une étape importante dans la lutte pour le droit de vote des femmes en Pologne,.
En 2018 sort un film, Siłaczki, de Marta Dzido et Piotr Śliwowski. Il décrit la lutte des femmes polonaises pour obtenir l'égalité des droits et Dulębianka est interprétée par Maria Seweryn.